# Hydropus nitens
Hydropus nitens är en svampart som beskrevs av Maas Geest. & Hauskn. 1993. Hydropus nitens ingår i släktet Hydropus och familjen Marasmiaceae.   Inga underarter finns listade i Catalogue of Life.